# Manilla Road
I Manilla Road sono stati un gruppo musicale heavy metal statunitense, formatosi a Wichita, Kansas nel 1977.
Sono considerati uno dei gruppi più importanti dell'epic metal, avendo contribuito al suo sviluppo insieme con Manowar, Virgin Steele e Cirith Ungol.

## Storia

### Le origini (1976-1979)
Le basi su cui sarebbero sorti i Manilla Road vennero create nel 1976, quando il cantante e chitarrista Mark Shelton instaurò un rapporto di amicizia con il bassista Scott Park. I due, legati dalla passione per la musica rock, fondarono i Manilla Road e iniziarono a suonare qualche data nei bar della zona di Wichita insieme a vari batteristi. La loro canzone Herman Hill (ispirata dalla rissa scatenatasi la domenica di Pasqua del 1979 al Wichita's Herman Hill Park) li portò all'attenzione del pubblico e iniziò a ricevere airplay sulle radio locali. Per completare la prima formazione stabile della band, il batterista Rick Fisher si unì a Shelton e a Park nel luglio del 1979.
I Manilla Road produssero, promossero e parteciparono a un concerto all'East High School Auditorium di Wichita, e vennero incoraggiati a produrre un vero e proprio full-length di debutto.

### I primi album (1979-1982)

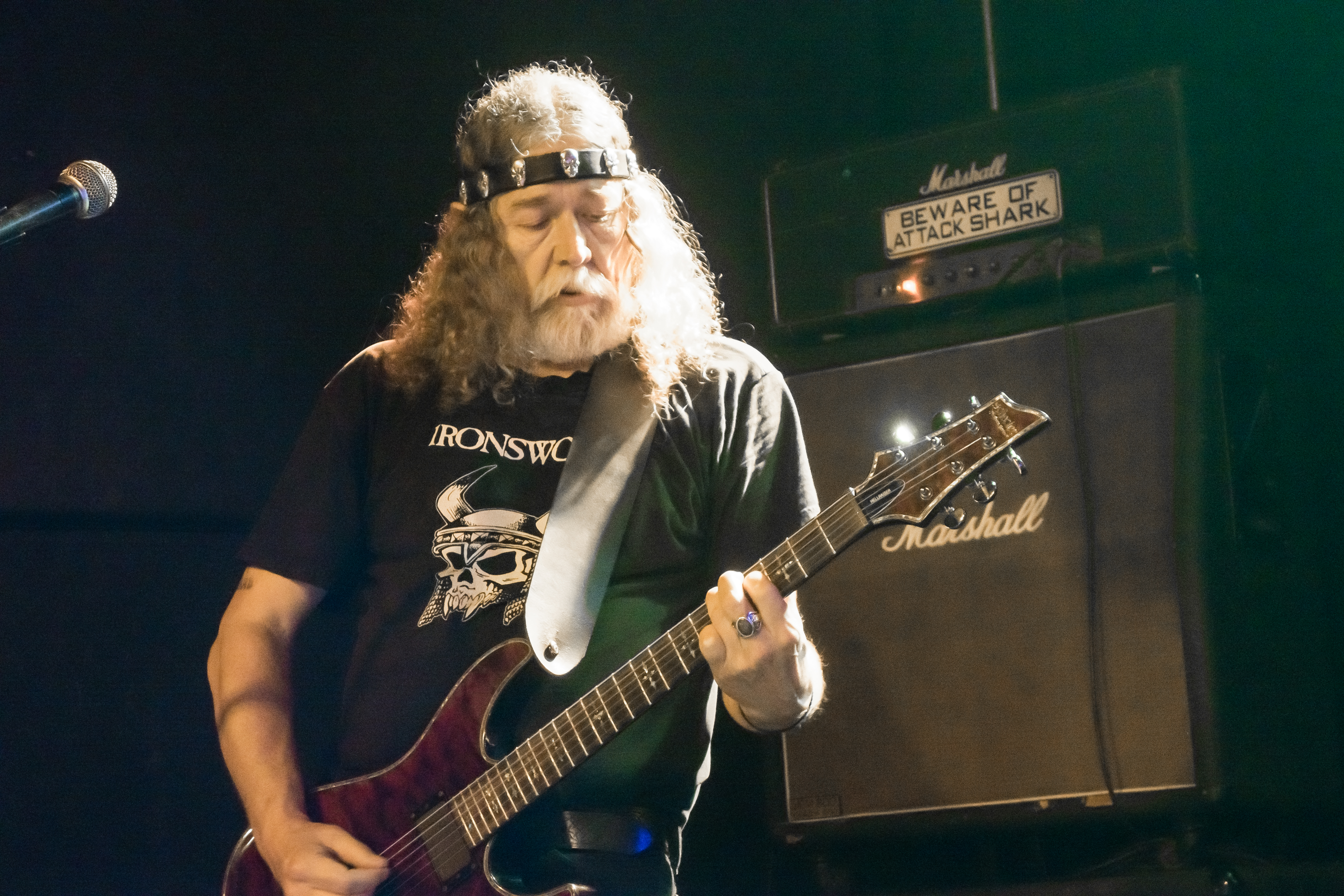
Mark Shelton al Saint Vitus Bar 2017

Invasion venne registrato nell'inverno del 1979 e pubblicato localmente su Roadster Records, che sarebbe stata l'etichetta della band per i prossimi due album. I Manilla Road iniziarono un'intensa attività live per la promozione dell'album, le cui vendite furono buone e costanti. Invasion raggiunse presto il numero uno sulla "rock playlist" della KMUW-FM, radio locale, e divenne l'album più a lungo presente sulla playlist negli otto anni di storia dello show.
Incoraggiati dai positivi giudizi della stampa, dal crescente numero di fan e dal buon numero di vendite i Manilla Road concordarono con la Roadster Records la pubblicazione di un secondo album, intitolato semplicemente Metal, che venne registrato nei primi mesi del 1982. In maggio i Manilla Road supportarono i Krokus nella loro data di Wichita. Metal venne pubblicato nell'agosto 1982, stavolta distribuito su larga scala dalla WIN Records & Video. I Manilla Road suonarono in vari club in Kansas e in Oklahoma per supportare l'album. Ancora una volta, le nuove canzoni vennero accolte con entusiasmo da radio, stampa e fan. Una canzone inedita, Flaming Metal System (in seguito pubblicata sulla ristampa di Crystal Logic), apparve su una compilation della Shrapnel Records, U.S. Metal #3, che venne distribuita anche in Europa. Così i Manilla Road iniziarono a farsi conoscere in tutti gli Stati Uniti d'America, nel Regno Unito e in Europa.

### I classici (1983-1986)

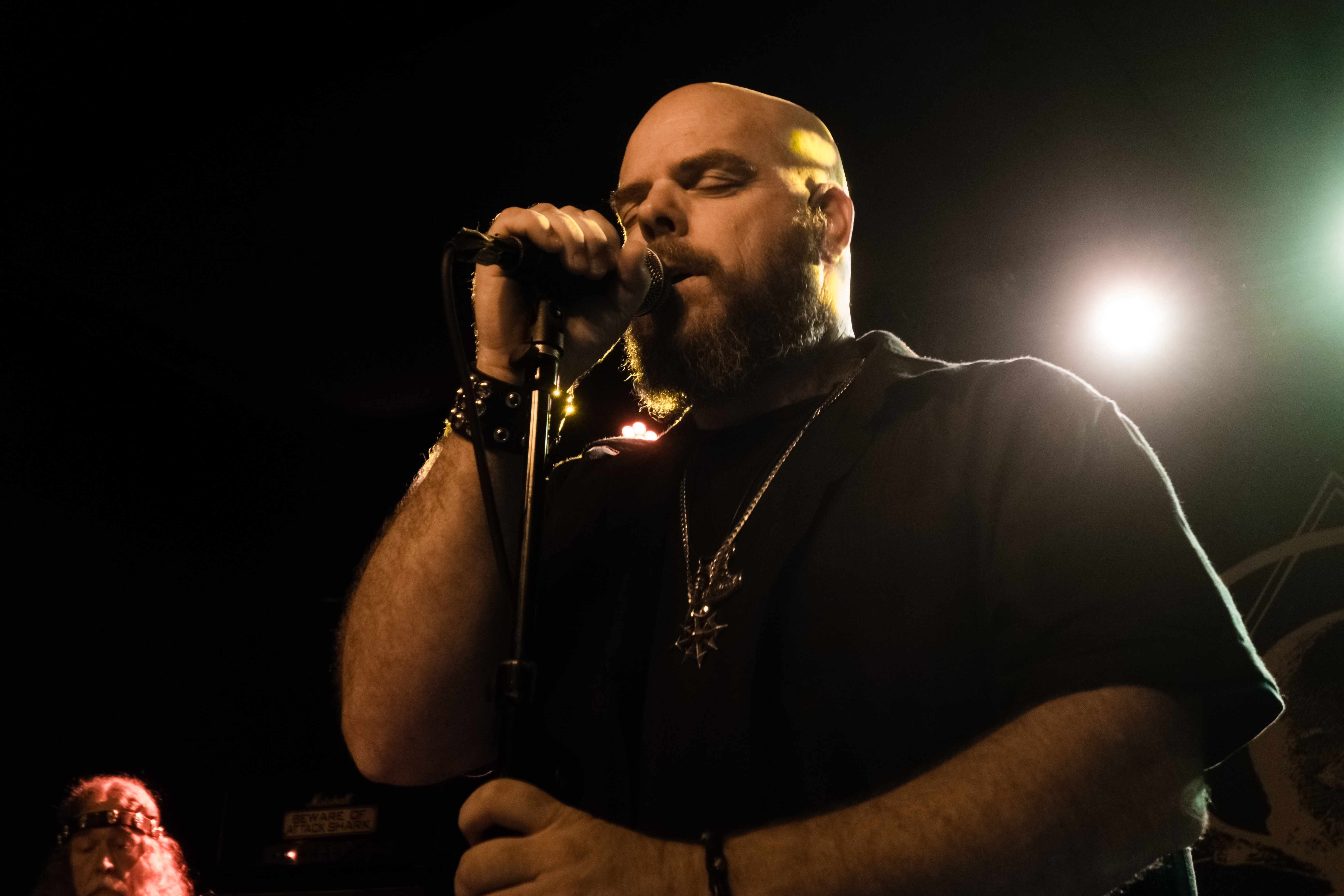
Brian Patrick

Nel dicembre 1983 i Manilla Road pubblicarono il loro terzo album, Crystal Logic. Questo disco è considerato, insieme ai suoi due successori, album fondamentale per la nascita del genere epic metal. Infatti in esso si può iniziare a riscontrare l'eclettismo del vero epic metal, quell'accostamento di heavy metal (cfr. The Riddle Master, The Ram), rock settantiano (cfr. Feeling Free Again), ritmiche veloci (cfr. Necropolis), parti rallentate (quasi doom metal, cfr. The Veils of Negative Existence) e parti acustiche (cfr. Dreams of Eschaton) che andrà a creare uno dei sottogeneri più di nicchia della scena heavy metal. I Manilla Road ancora una volta supportarono l'album con un'intensa attività live, e ricevettero i favori del pubblico e della critica.
Nel 1984 il batterista Rick Fisher lasciò la band e venne rimpiazzato da Randy "Thrasher" Foxe, i cui virtuosismi alla batteria diventeranno un altro punto di forza della band in futuro. La band abbandonò la Roadster Records e firmò per l'etichetta francese Black Dragon Records (il cui catalogo comprendeva band quali Candlemass e Savage Grace), sotto la quale pubblicarono il loro secondo capolavoro: Open the Gates. Questo è forse l'album più conosciuto della band, forse perché ricevette una massiccia distribuzione e promozione in Europa. Mark Shelton venne intervistato per l'edizione tedesca della rivista Metal Hammer. Le liriche trattavano principalmente un concept riguardante leggende arturiane e miti nordici. Open the Gates confermò la fama crescente della band, che crebbe ancora con il terzo "classico", The Deluge, pubblicato nel 1986 sempre su Black Dragon Records, il disco più epicheggiante e progressive della band fino ad allora (la titletrack era infatti una trilogia). In questo album il drumming di Randy Foxe iniziò a divenire una componente importante nell'alchimia della band, e diede all'insieme dell'album un tono decisamente tecnico.

### La seconda metà degli anni '80 e lo scioglimento (1987-1992)
Nel 1987 venne pubblicato Mystification, un album registrato in soli 6 mesi partendo dalla pubblicazione di The Deluge, che confermò quanto detto per i precedenti tre album: esso è suonato nel classico stile dei Manilla Road e le sue liriche restano epiche (stavolta basate sulle opere di Edgar Allan Poe). Le reazioni del pubblico e della stampa furono sempre positive, ma meno rispetto a quelle per gli ultimi tre album. La band intraprese un tour insieme ai Liege Lord che attraversò tutti gli Stati Uniti, e durante il quale venne registrato il primo album dal vivo ufficiale dei Manilla Road: Roadkill. Esso ricevette giudizi positivi, ed è tutt'oggi un ottimo esempio della potenza live della band.
Nel 1988 i Manilla Road tornarono sul mercato con Out of the Abyss, album più influenzato dal thrash metal della band fino ad allora, e per questo apprezzato di meno dai fan più puristi. Anche le liriche dell'album riflettevano questo "incattivimento" del sound, arrivando a trattare argomenti più "oscuri" come le scritture di Howard Phillips Lovecraft e Clive Barker. L'ultimo album della band prima dello scioglimento fu The Courts of Chaos, pubblicato nel 1990. La registrazione dell'album fu molto difficile per la band, dato che Park e Foxe avevano litigato pesantemente e si rifiutarono di restare insieme nello studio, e quando casualmente i due si incontravano nessuno dei due proferiva parola. La maggior parte del lavoro venne quindi svolta da Mark Shelton. Dopo la pubblicazione dell'album e qualche data live i problemi tra Park e Foxe non sembravano attenuarsi, così Shelton decise di sciogliere la band per cercare di far riappacificare i due. Ma ciò non avvenne mai, e The Courts of Chaos divenne l'ultimo album dei Manilla Road per molti anni a venire.
Nel 1992 la Black Dragon Records pubblicò un nuovo album dei Manilla Road, The Circus Maximus, che era in realtà un album solista di Mark Shelton. La Black Dragon mise il nome della band sull’album senza permesso solamente per vendere più copie.

### Reunion (2000-2018)

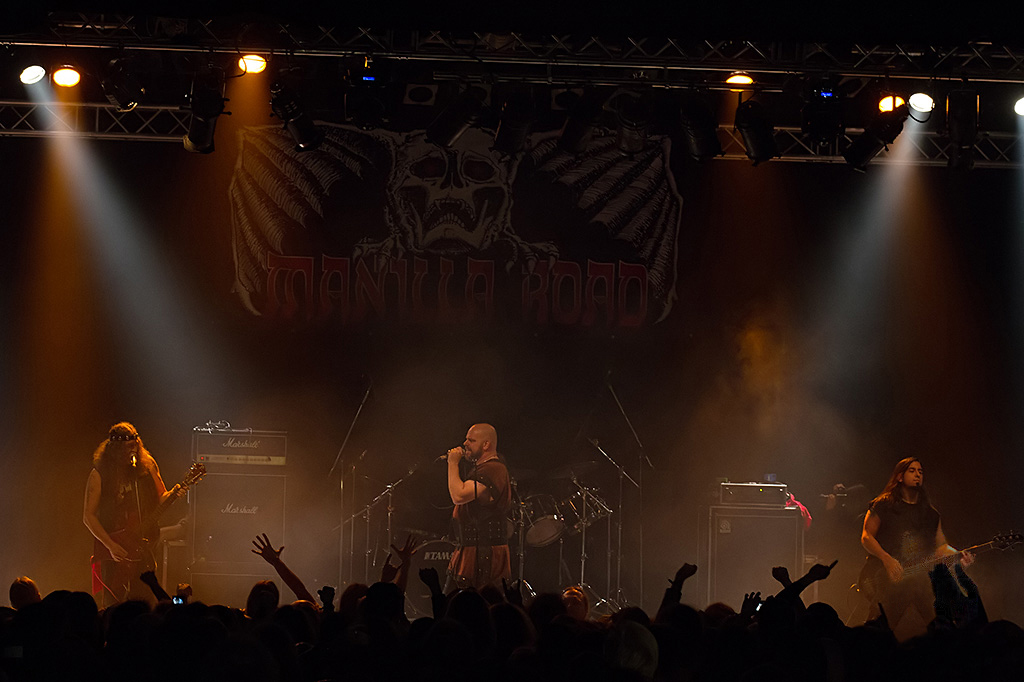
I Manilla Road al Metal Assault 2013

Verso la fine degli anni novanta l'interesse verso i Manilla Road ricominciò a crescere, dato che molte delle nuove epic metal band li citavano come principali influenze. Mark Shelton, che nel frattempo aveva intrapreso un progetto chiamato Shark, cominciò quindi a considerare una riunione della band. Reunion che avvenne nel giugno 2000, con un concerto della band (Mark più tre nuovi membri, Scott Peters alla batteria insieme a Bryan Patrick e Mark Anderson al basso e alla chitarra acustica) al festival Bang Your Head!!! a Balingen, in Germania. A questa data seguì una performance al Wacken Open Air, il più importante festival metal d'Europa.
La riunione si concretizzò nel 2001, con la pubblicazione di un nuovo full-length album: Atlantis Rising, pubblicato su Iron Glory Records, e seguito nel 2002 da Spiral Castle. È sempre del 2002 la pubblicazione di Mark of the Beast, album “perso” originariamente registrato nel 1981 e scartato per concentrarsi sulla produzione di Metal. Nel 2003 i Manilla Road pubblicano il loro tredicesimo full-length: Gates of Fire, album dai toni molto epicheggianti e suddiviso in tre trilogie. Nel 2004 la band (con una nuova formazione: Mark Shelton accompagnato da Cory Christner alla batteria e Harvey Patrick al basso) ha intrapreso un tour, denominato Road of Kings, che ha toccato Germania, Italia e Grecia, e successivamente si è messa a lavorare a un nuovo album.
Il nuovo disco, dal titolo Voyager è uscito nel 2008 per l'italiana My Graveyard Productions, che ha portato la band al Play it Loud Festival dello stesso anno, garantendole un posto da headliner.
Nel 2011 la band, con un'ulteriore nuova formazione composta da Bryan Patrick alla voce e da Josh Castillo al basso (oltre a Mark Shelton e a Cory Christner) ha pubblicato un nuovo album, Playground of the Damned. Insieme ai Brocas Helm, hanno svolto un'intensa attività live dal 2009 al 2011. Sempre insieme alla band vanta numerose presenze al festival Keep It True. Nel 2013 esce l'album Mysterium, mentre nel 2015 è la volta di The Blessed Curse. Nel 2017 esce l'album To Kill a King. Il 27 luglio 2018 il leader e cantante della band, Mark Shelton, muore all'età di 60 anni.

## Formazione
- Mark Shelton - voce e chitarra (1977-1992; 1994-2018)
- Bryan Patrick - voce (1999-2005; 2007-2018)
- Phil Ross - basso (2016-2018)
- Andreas Neuderth- batteria (2011-2018)

### Ex componenti
- Robert Park - chitarra
- Scott Park - basso (1977-1990)
- Mark Anderson - basso
- Andrew Coss - basso, voce, tastiere
- Harvey Patrick - basso
- Vince Goleman - basso
- Ben Munkirs - batteria
- Myles Sipe - batteria
- Rick Fisher - batteria
- Randy Foxe - batteria, tastiere, chitarra
- Aaron Brown - batteria, voce
- Scott Peters - batteria

## Discografia

### Album in studio
- 1980 - Invasion
- 1982 - Metal
- 1983 - Crystal Logic
- 1985 - Open the Gates
- 1986 - The Deluge
- 1987 - Mystification
- 1988 - Out of the Abyss
- 1990 - The Courts of Chaos
- 1992 - The Circus Maximus
- 2001 - Atlantis Rising
- 2002 - Spiral Castle
- 2002 - Mark of the Beast
- 2005 - Gates of Fire
- 2008 - Voyager
- 2011 - Playground of the Damned
- 2013 - Mysterium
- 2015 - The Blessed Curse
- 2017 - To Kill a King

### Altro
- 1979 - Demo (Demo)
- 1988 - Roadkill (Live album)
- 2007 - Clash of Iron Vol. I - Live at Keep it True (Split)